# Marina Schneede
Marina Schneede (* 1936 in Dortmund als Marina Sczesny) ist eine deutsche Kunsthistorikerin.
Sie studierte Kunstgeschichte, Geschichte und Archäologie. 1967 wurde sie mit einer Schrift über Leo von Klenzes Kirchenbau promoviert. 1968 heiratete sie den Kunsthistoriker Uwe M. Schneede. Sie schrieb verschiedene Drehbücher, unter anderem für den Saarländischen Rundfunk. Sie führte universitäre Lehrveranstaltungen durch, unter anderem in Hamburg. Neben eigenständigen Veröffentlichungen trug sie auch zu Werken ihres Mannes bei. 2002 veröffentlichte sie das Buch Mit Haut und Haaren – Der Körper in der zeitgenössischen Kunst, das vielfach rezensiert wurde.
Sie trug auch zu der Fernsehserie 1000 Meisterwerke bei mit den Beiträgen zu Gemälden von Umberto Boccioni, Sonia Delaunay-Terk, Marcel Duchamp, Richard Lindner, Andrew Wyeth. Diese Texte wurden auch in den Begleitbüchern der Serie abgedruckt, werden sporadisch auf 3sat, ZDFkultur und Planet wiederholt und sind heute auf den DVD-Veröffentlichungen verfügbar (siehe 1000 Meisterwerke#Literatur).

## Werke (Auswahl)
- Leo von Klenzes „Anweisung zur Architectur des christlichen Cultus“. München 1974.
- Henri Rousseau. Harenberg-Edition, Dortmund 1994, ISBN 3-611-00406-5.
- Mit Haut und Haaren: der Körper in der zeitgenössischen Kunst. DuMont, Köln 2002, ISBN 3-8321-5438-8.